# Acanthophila angustiptera
Acanthophila angustiptera is een vlinder uit de familie tastermotten (Gelechiidae). De wetenschappelijke naam van de soort werd als Dichomeris angustiptera in 1997 gepubliceerd door Hou-Hun Li & Z.M. Zheng. De combinatie in het geslacht Acanthophila werd in 2003 gemaakt door Margarita Gennadievna Ponomarenko & Mikhail Mikhailovich Omelko.

## Type
- holotype: "female, 13.VII.1988. genitalia slide no. L95226"
- instituut: IZSNU, Xi'an, China
- typelocatie: "China, Shaanxi Province, Fengxian, 1600 m"